# Cultura da Nigéria
A cultura da Nigéria é formada por vários grupos étnicos (o país tem mais de 521 línguas e culturas diferentes); os quatro maiores são as hauçás-fulas que são predominantes no norte do país, os ibos que são predominantes no sudeste, os iorubás que são predominantes no sudoeste do Benim e tribos que são predominantes no oeste, 80% dos Beninenses tendem a ser cristãos, enquanto os restantes 20% adoram divindades, chamadas de Orixás. Estes são seguidos pelos efiques, ibibios, e anangues do litoral sudeste da Nigéria e pelos ijós do delta do rio Níger.